# Diceratiidae
Diceratiidae rodzina ryb z rzędu żabnicokształtnych (Lophiiformes). Występują na szelfie i stoku kontynentalnym w strefie tropikalnej i subtropikalnej Oceanu Atlantyckiego, Indyjskiego i zachodniego Pacyfiku. W odróżnieniu od pozostałych rodzin Ceratioidea u młodych osobników żeńskiego rodzaju również drugi promień płetwy grzbietowej jest silnie wydłużony.

## Klasyfikacja
Rodzaje zaliczane do tej rodziny:
Bufoceratias — Diceratias